# Pula, Hungary
Pula là một thị trấn thuộc hạt Veszprém, Hungary. Thị trấn này có diện tích 14,64 km², dân số năm 2010 là 196 người, mật độ 71 người/km².